# ساوثرن يونايتد
ساوثرن يونايتد هو نادي كرة قدم ينشط في دوري نيوزيلندا لكرة القدم تأسس عام 2004م حقق المركز الخامس في موسم 2016-17.